# Gdańskie Wydawnictwo Psychologiczne
Gdańskie Wydawnictwo Psychologiczne założone zostało w 1991 roku. W swoim dorobku ma ponad 400 tytułów. Specjalizuje się w publikacjach z dziedziny psychologii, pedagogiki i innych nauk społecznych. Wydaje też tłumaczenia zagranicznych książek, przeznaczonych zarówno dla profesjonalistów, jak i tak zwanych zwykłych czytelników. Wiele wydanych tytułów uzyskało dotacje Ministerstwa Edukacji Narodowej i Sportu.